# Ōten Shimokawa
Ōten Shimokawa (o Hekoten Shimokawa) (下川凹天 'Shimokawa Ōten'?, 2 de mayo de 1892–26 de mayo de 1973) fue un artista japonés, considerado uno de los artistas fundadores y pioneros del anime. Poco se sabe de su vida personal temprana, aparte de que su familia se mudó al área de Tokio cuando tenía nueve años. Aquí comenzó a trabajar para Tokio Puck Magazine como dibujante político y artista de series de manga.
A la edad de 26 años, Tenkatsu Production Company contrató a Shimokawa para crear una película animada corta. Shimokawa usó varias técnicas de animación que eran, en ese momento, únicas: usar tiza o cera blanca sobre un fondo de tablero oscuro para dibujar personajes, frotar porciones para ser animadas y dibujar con tinta directamente sobre la película, eliminando las porciones animadas. En ese momento, las celdas de celuloide (en lugar de la moderna película de acetato) eran costosas y escasas en Japón, por lo que tuvieron que importarse. Estas técnicas reducen los costos de producción, los costos de materiales y tiempo de finalización.
La película resultante fue Imokawa Mukuzo Genkanban no Maki, lanzada en 1917. Aunque no es la primera animación creada en Japón, se considera la primera película de anime «verdadera», ya que fue la primera que se mostró, públicamente, en un teatro. La película solo tenía una duración de cinco minutos. Al igual que con muchas obras de animación creadas en Japón antes de mediados de la década de 1920, no ha sobrevivido ningún rastro de la película ni de ninguno de los otros cinco cortometrajes de Shimokawa.
El trabajo de animación de Shimokawa se vio interrumpido por problemas crónicos de salud, y volvió a trabajar como consultor y editor para otras compañías productoras de películas animadas en las décadas de 1930 y 1940. No se sabe mucho de su vida posterior; de hecho, muy pocas obras mencionan de su contribución más allá de sus propios trabajos personales.

## Obras
- Imokawa Mukuzo Genkanban no Maki (1917)[1]
- Dekobō shingachō – Meian no shippai (1917)[1]
- Chamebō shingachō – Nomi fūfu shikaeshi no maki (1917)[1]
- Imokawa Mukuzō Chūgaeri no maki (1917)[1]
- Imokawa Mukuzō Tsuri no maki (1917)[1]